# Natürliche Zahl
Die natürlichen Zahlen sind die grundlegenden Zahlen. Ihre Benutzung steht in direktem Zusammenhang mit der elementaren Handlung des Zählens.

Die natürlichen Zahlen (ℕ) sind Teil der ganzen Zahlen (ℤ), die Teil der rationalen Zahlen (ℚ), die wiederum Teil der reellen Zahlen (ℝ) sind.

Die dabei global benutzten Zahlzeichen sind
1, 2, 3, 4, 5, 6, 7, 8, 9, 10, 11, 12, 13 usw.,
wobei die zugehörigen deutschsprachigen  Grundzahlwörter
eins, zwei, drei, vier, fünf, sechs, sieben, acht, neun, zehn, elf, zwölf, dreizehn usw.
sind.
Je nach Definition kann auch die 0 (Null) zu den natürlichen Zahlen gezählt werden. Die Menge der natürlichen Zahlen bildet mit der Addition und der Multiplikation zusammen eine mathematische Struktur, die als kommutativer Halbring bezeichnet wird.

## Bezeichnungskonventionen
Für die Menge der natürlichen Zahlen wird das Formelzeichen {\displaystyle \mathbb {N} } verwendet. In der weitverbreiteten Zeichenkodierung Unicode ist das Zeichen im Unicodeblock Buchstabenähnliche Symbole zu finden und hat den Codepoint U+2115 (ℕ).
Sie umfasst entweder die positiven ganzen Zahlen (also ohne die 0)
{\displaystyle \mathbb {N} =\{1,2,3,\ldots \}}
oder die nichtnegativen ganzen Zahlen (also inklusive der 0)
{\displaystyle \mathbb {N} =\{0,1,2,3,\ldots \}}.
Beide Konventionen werden uneinheitlich verwendet. Die ältere Tradition zählt die Null nicht zu den natürlichen Zahlen (die Null wurde in Europa erst ab dem 13. Jahrhundert gebräuchlich). Diese Definition ist gängiger in mathematischen Gebieten wie der Zahlentheorie, in denen die Multiplikation der natürlichen Zahlen im Vordergrund steht. In der Logik, der Mengenlehre und der Informatik ist dagegen die Definition mit Null gebräuchlicher und vereinfacht die Darstellung. Nur mit letzterer Konvention bilden die natürlichen Zahlen mit der Addition ein Monoid. Im Zweifelsfall ist die verwendete Definition explizit zu nennen.
Für die Menge der natürlichen Zahlen ohne Null führte Dedekind 1888 das Symbol N ein. Sein Symbol wird heute oft als Buchstabe N mit Doppelstrich stilisiert ({\displaystyle \mathbb {N} } oder {\displaystyle \mathrm {I\!N} }). Ab 1894 gebrauchte Peano für die natürlichen Zahlen mit Null das Symbol N0, das heute ebenfalls stilisiert und nach Peano durch {\displaystyle \mathbb {N} _{0}:=\mathbb {N} \cup \{0\}} definiert wird.
Wird jedoch das Symbol {\displaystyle \mathbb {N} } für die natürlichen Zahlen mit Null verwendet, dann wird die Menge der natürlichen Zahlen ohne Null mit {\displaystyle \mathbb {N} _{+}}, {\displaystyle \mathbb {N} ^{+}}, {\displaystyle \mathbb {N} ^{*}}, {\displaystyle \mathbb {N} _{>0}}, {\displaystyle \mathbb {N} _{1}} oder {\displaystyle \mathbb {N} \setminus \{0\}} bezeichnet. Die DIN-Norm 5473 „Logik und Mengenlehre; Zeichen und Begriffe“ verwendet zum Beispiel {\displaystyle \mathbb {N} } für die nichtnegativen ganzen Zahlen (also mit Null) und {\displaystyle \mathbb {N} ^{*}} für die positiven ganzen Zahlen. Deutsche Schulbücher orientieren sich in einigen Bundesländern an dieser DIN-Norm, in anderen, z. B. in Bayern, nicht.
Letztlich ist es eine Frage der Definition, welche der beiden Mengen man als natürlicher ansehen und welcher man somit diese Bezeichnung als sprachliche Auszeichnung zukommen lassen will.

## Axiomatisierung
Richard Dedekind definierte 1888 erstmals die natürlichen Zahlen implizit durch Axiome. Unabhängig von ihm stellte Giuseppe Peano 1889 ein einfacheres und zugleich formal präzises Axiomensystem auf. Diese sogenannten Peano-Axiome haben sich durchgesetzt. Während sich das ursprüngliche Axiomensystem in Prädikatenlogik zweiter Stufe formalisieren lässt, wird heute oft eine schwächere Variante in Prädikatenlogik erster Stufe verwendet, die als Peano-Arithmetik bezeichnet wird. Andere Axiomatisierungen der natürlichen Zahlen, die mit der Peano-Arithmetik verwandt sind, sind beispielsweise die Robinson-Arithmetik und die primitiv rekursive Arithmetik.
Man kann die Peano-Axiome auch als Definition der natürlichen Zahlen auffassen. Eine Menge der natürlichen Zahlen ist dann eine solche Menge, die den Peano-Axiomen genügt. Wichtig ist, dass es unendlich viele solcher Mengen gibt. Jedoch verhält sich jede dieser Mengen völlig gleich, die Elemente sind lediglich anders bezeichnet. In der Mathematik sagt man, die Mengen sind isomorph. Dieses Resultat nennt man auch den Eindeutigkeitssatz von Dedekind. Dadurch hat man sich insbesondere konventionell geeinigt, „die natürlichen Zahlen“ zu sagen, obwohl es streng genommen unendlich viele solcher Mengen gibt.
Ein wenig abstrakter kann man ein „Objekt natürlicher Zahlen“ in jedem Topos {\displaystyle {\mathcal {C}}} axiomatisieren, nämlich als ein Tripel {\displaystyle (N\in {\mathcal {C}},z\colon 1\to N,s\colon N\to N)}, für das gilt: Für jedes Objekt {\displaystyle A\in {\mathcal {C}}} und alle Pfeile {\displaystyle y\colon 1\to A}, {\displaystyle r\colon A\to A} gibt es genau einen Pfeil {\displaystyle h\colon N\to A} mit {\displaystyle h\circ z=y} und {\displaystyle h\circ s=r\circ h}.

## Von Neumanns Modell der natürlichen Zahlen
John von Neumann gab eine Möglichkeit an, die natürlichen Zahlen durch Mengen darzustellen, d. h., er beschrieb ein mengentheoretisches Modell der natürlichen Zahlen.
{\displaystyle {\begin{alignedat}{3}0&:=&&\quad \ \,\{\}&&=\emptyset \\1&:=0'&&=\{0\}&&=\{\emptyset \}\\2&:=1'&&=\{0,1\}&&=\{\emptyset ,\{\emptyset \}\}\\3&:=2'&&=\{0,1,2\}&&=\{\emptyset ,\{\emptyset \},\{\emptyset ,\{\emptyset \}\}\}\\&\vdots &&&&\\(n+1)&:=n'&&=\{0,1,\ldots ,n\}&&=n\cup \{n\}\end{alignedat}}}
Zur Erklärung: Für das Startelement, die „0“, ist die leere Menge {\displaystyle \emptyset } gewählt worden. Die „1“ ist hingegen die Menge, welche die leere Menge als Element enthält. Dies sind verschiedene Mengen, denn die leere Menge „0“={} enthält kein Element, wohingegen die Menge „1“={{\displaystyle \emptyset }} genau ein Element enthält.
Die Nachfolgermenge ist definiert als die Vereinigung der Vorgängermenge und der Menge, die die Vorgängermenge enthält. Die Menge, die die Vorgängermenge enthält (sie ist also nicht leer), und die Vorgängermenge sind disjunkt, deshalb ist jede Nachfolgermenge von der Vorgängermenge verschieden. Hieraus ergibt sich insbesondere die Injektivität der so definierten Nachfolgerfunktion. Somit genügt diese den Peano-Axiomen.
Die Existenz jeder einzelnen natürlichen Zahl ist mengentheoretisch schon durch recht schwache Forderungen gesichert. Für die Existenz der Menge aller natürlichen Zahlen {\displaystyle \mathbb {N} } sowie {\displaystyle \mathbb {N} _{0}} benötigt man jedoch in der Zermelo-Fraenkel-Mengenlehre ein eigenes Axiom, das sogenannte Unendlichkeitsaxiom.
Eine Verallgemeinerung dieser Konstruktion (Wegfall des fünften Peano-Axioms bzw. Zulassung von weiteren Zahlen ohne Vorgänger) ergibt die Ordinalzahlen.

## Die natürlichen Zahlen als Teilmenge der reellen Zahlen
Die Einführung der natürlichen Zahlen mit Hilfe der Peano-Axiome ist eine Möglichkeit, die Theorie der natürlichen Zahlen zu begründen. Als Alternative kann man beim Körper {\displaystyle \mathbb {R} } der reellen Zahlen axiomatisch einsteigen und die natürlichen Zahlen als Teilmenge von {\displaystyle \mathbb {R} } definieren. Dazu benötigt man zunächst den Begriff einer induktiven Menge.
Eine Teilmenge {\displaystyle M} von {\displaystyle \mathbb {R} } heißt induktiv, wenn folgende Bedingungen erfüllt sind:
1. {\displaystyle 0} ist Element von {\displaystyle M}.
2. Ist {\displaystyle x} Element von {\displaystyle M}, so ist auch {\displaystyle x+1} Element von {\displaystyle M}.

Dann ist {\displaystyle \mathbb {N} _{0}} der Durchschnitt aller induktiven Teilmengen von {\displaystyle \mathbb {R} }.
Alternativ kann man die natürlichen Zahlen auch per Monoidmonomorphie in den Körper der reellen Zahlen einbetten. Das gilt aber nur, wenn man die 0 als Element der natürlichen Zahlen betrachtet. Es ist anzumerken, dass man die natürlichen Zahlen somit nur als eine Teilmenge der reellen Zahlen interpretiert, diese aber streng genommen keine sind. Auf die gleiche Weise bettet man die natürlichen Zahlen in andere bekannte Zahlenbereiche ein, wie zum Beispiel in die rationalen Zahlen.
Der hier übliche kanonische Monomorphismus ist folgendermaßen gegeben:
{\displaystyle \mathbb {N} \rightarrow \mathbb {R} ,\,n\mapsto n\cdot 1},
wobei {\displaystyle n\cdot 1} hier als die n-fache Addition des multiplikativ neutralen Elementes der reellen Zahlen zu verstehen ist und die reellen Zahlen als additives Monoid aufzufassen sind. Dass es sich bei obiger Abbildung um einen Homomorphismus handelt, ist unmittelbar ersichtlich; ebenso die Injektivität. Folglich lassen sich die natürlichen Zahlen mit dem Bild obiger Abbildung (und damit als Teilmenge der reellen Zahlen) identifizieren.
Völlig analog kann man sie auch beispielsweise in den Ring der ganzen Zahlen, den Körper der rationalen Zahlen oder in den Körper der komplexen Zahlen einbetten.